# Romyverleihung 2011

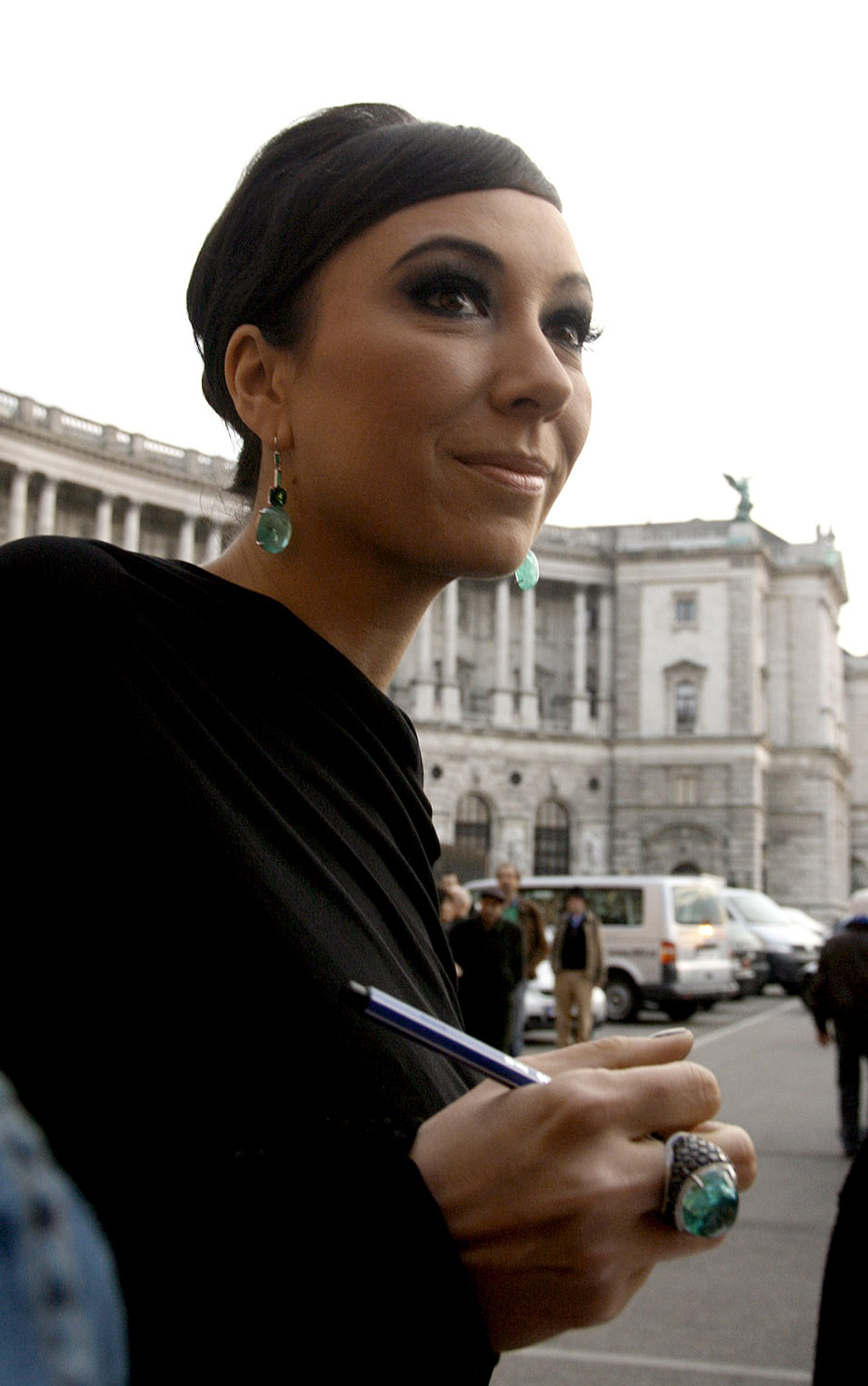
Ursula Strauss

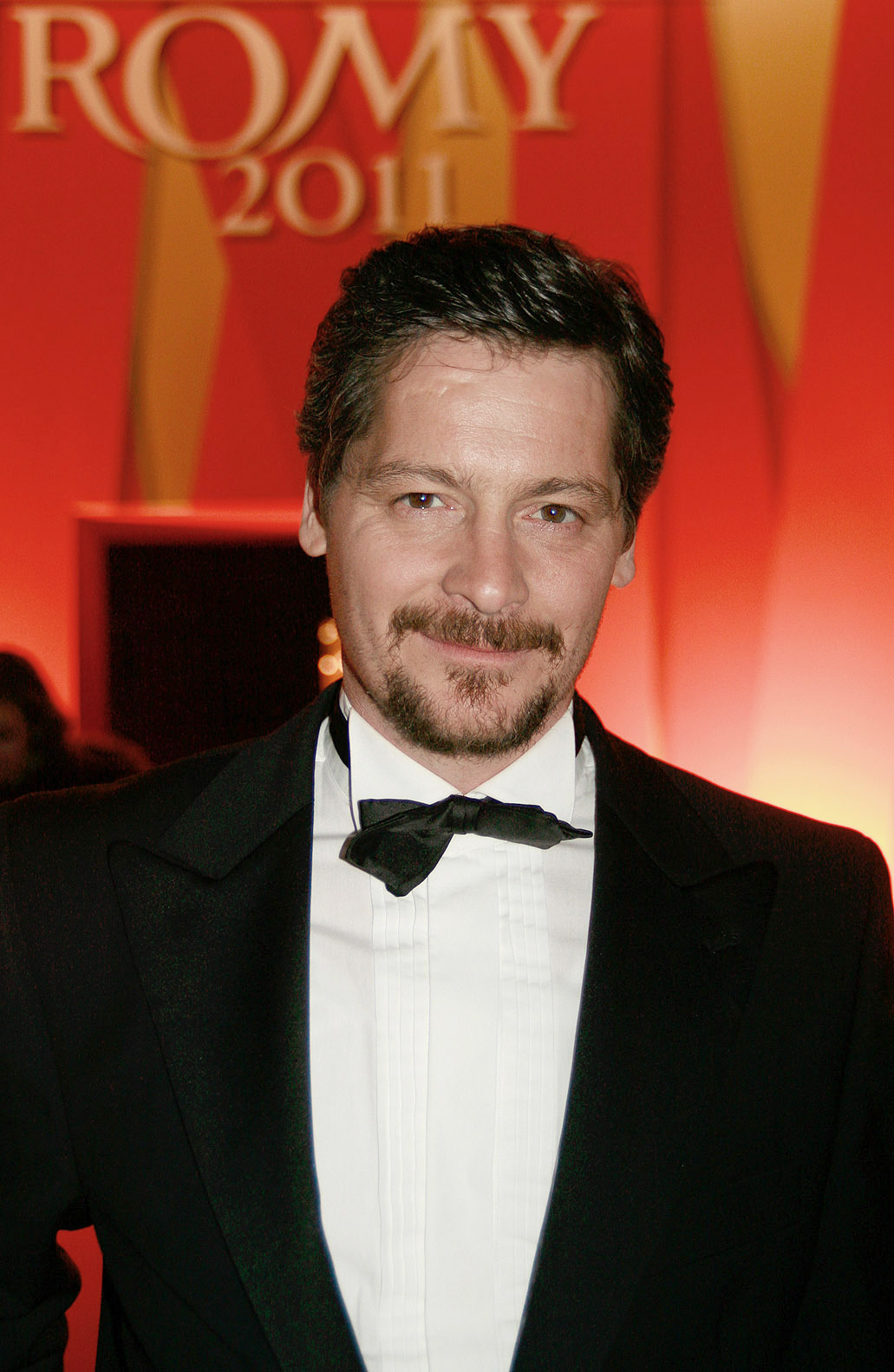
Fritz Karl

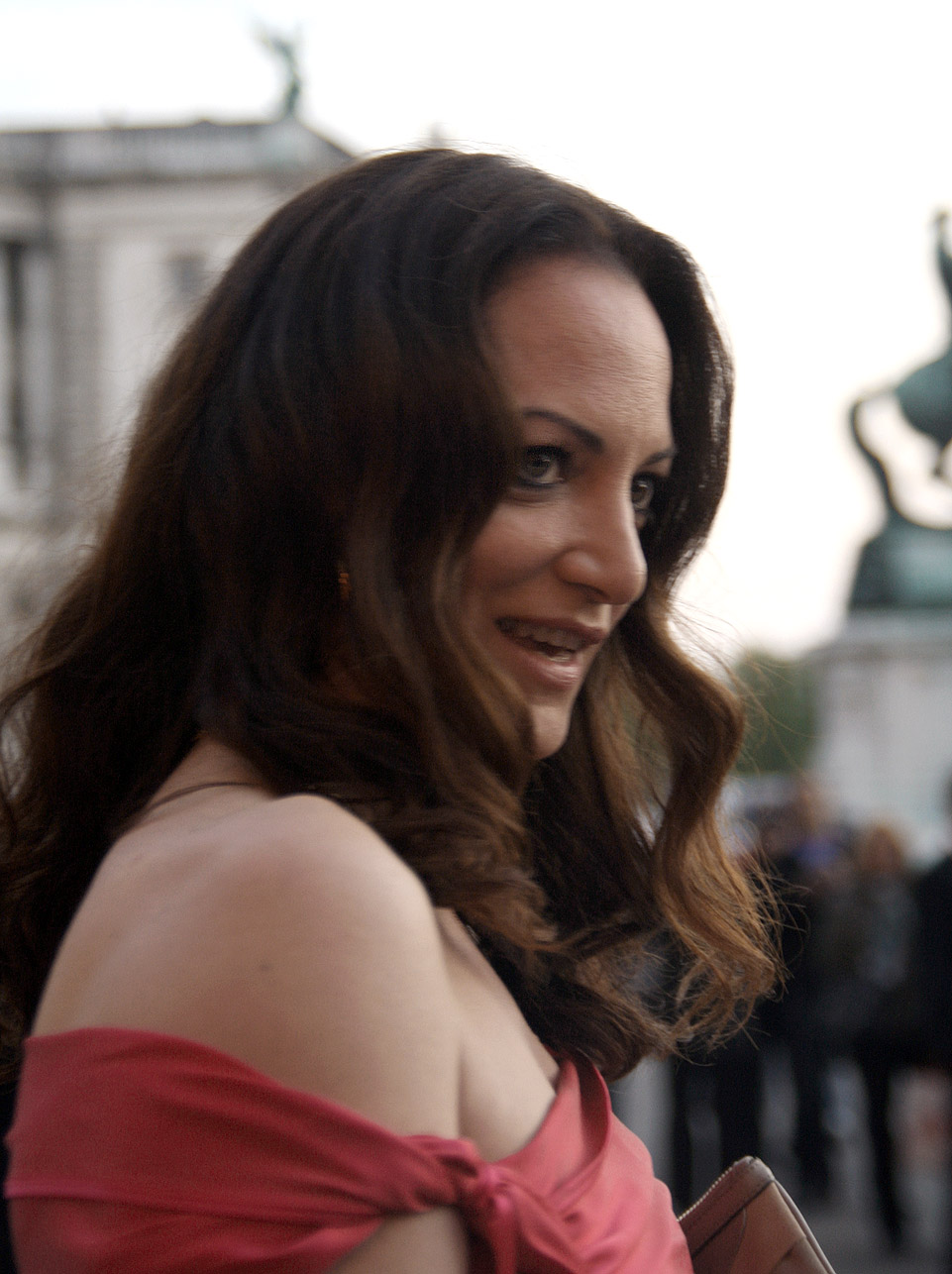
Natalia Wörner

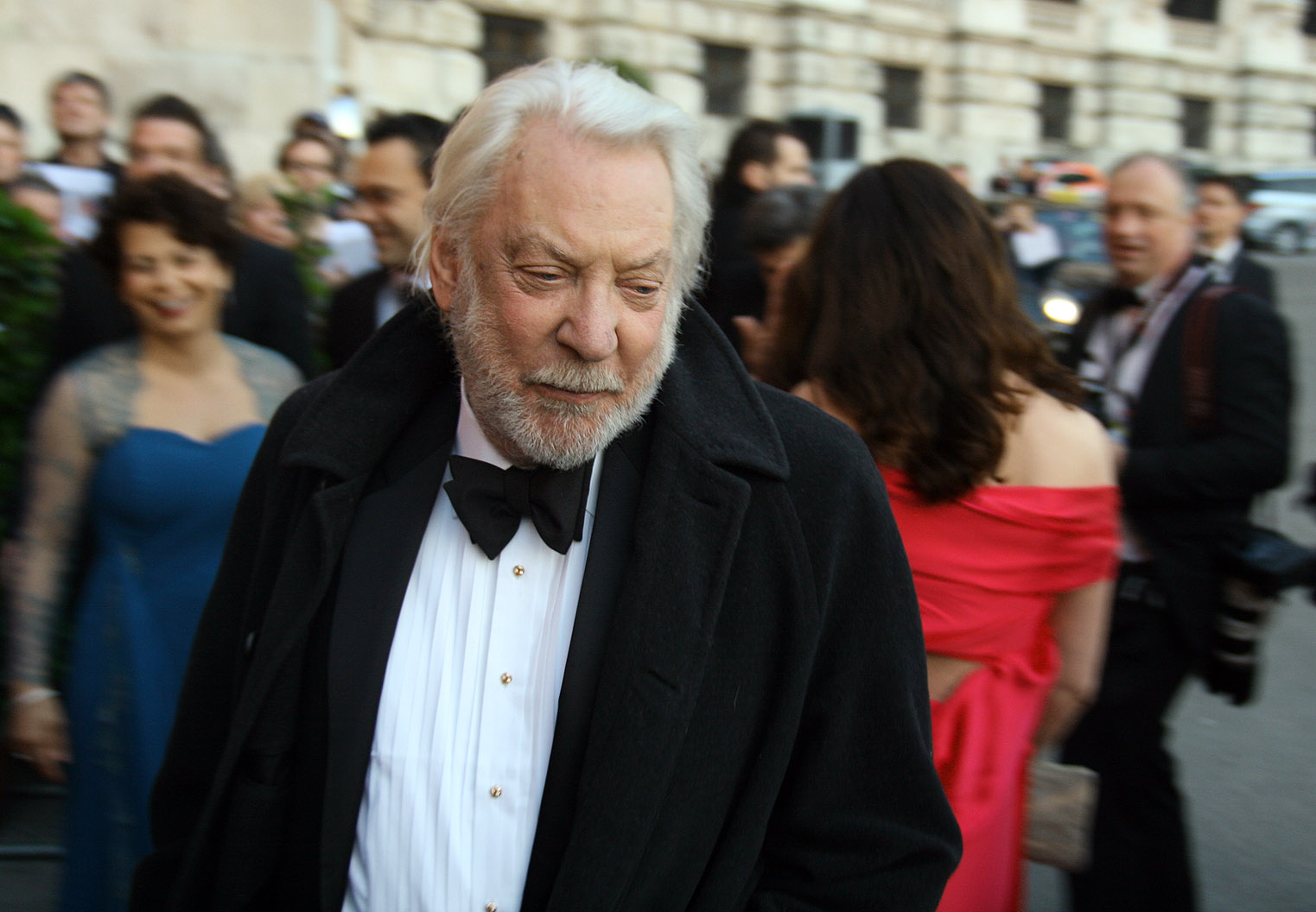
Donald Sutherland

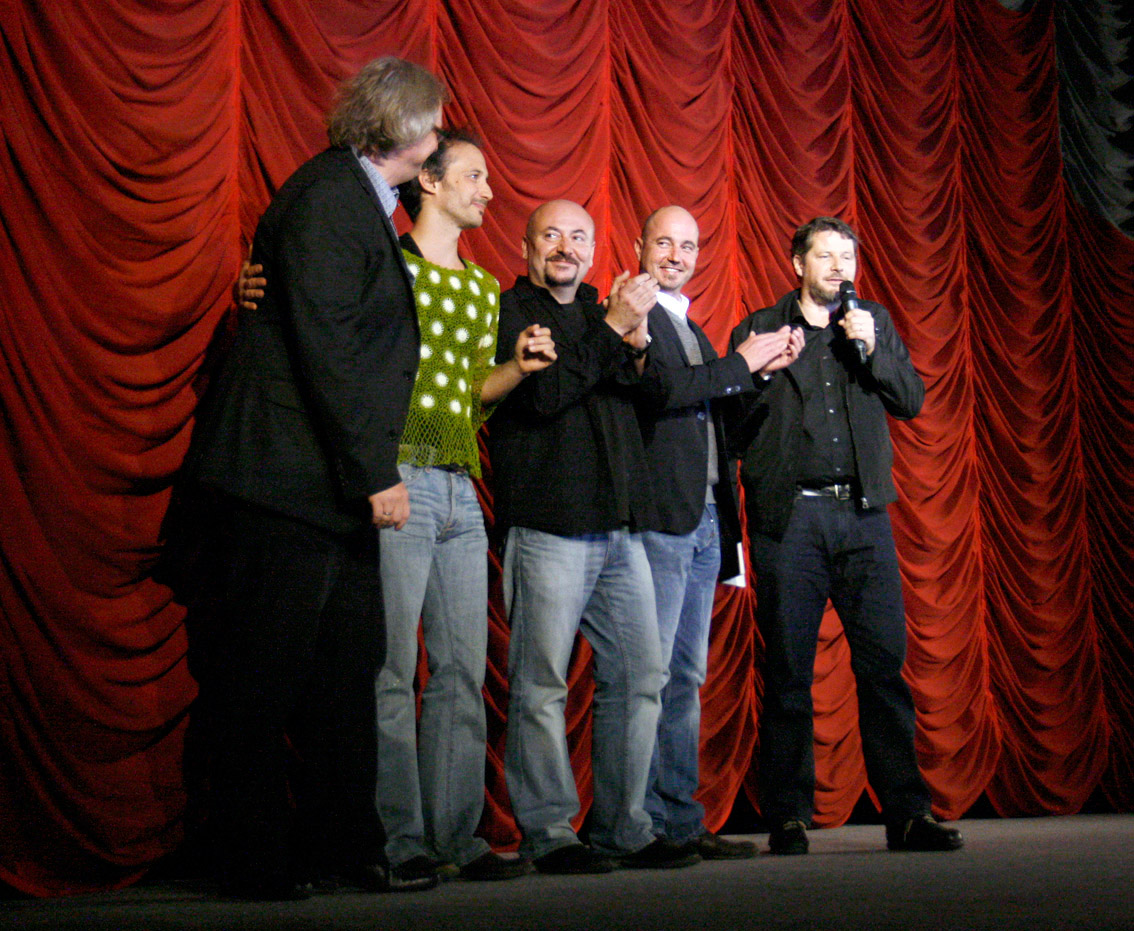
Die Drehbuchautoren von Die unabsichtliche Entführung der Frau Elfriede Ott und Produzent Krausz bei der Premiere in Wien (2010)

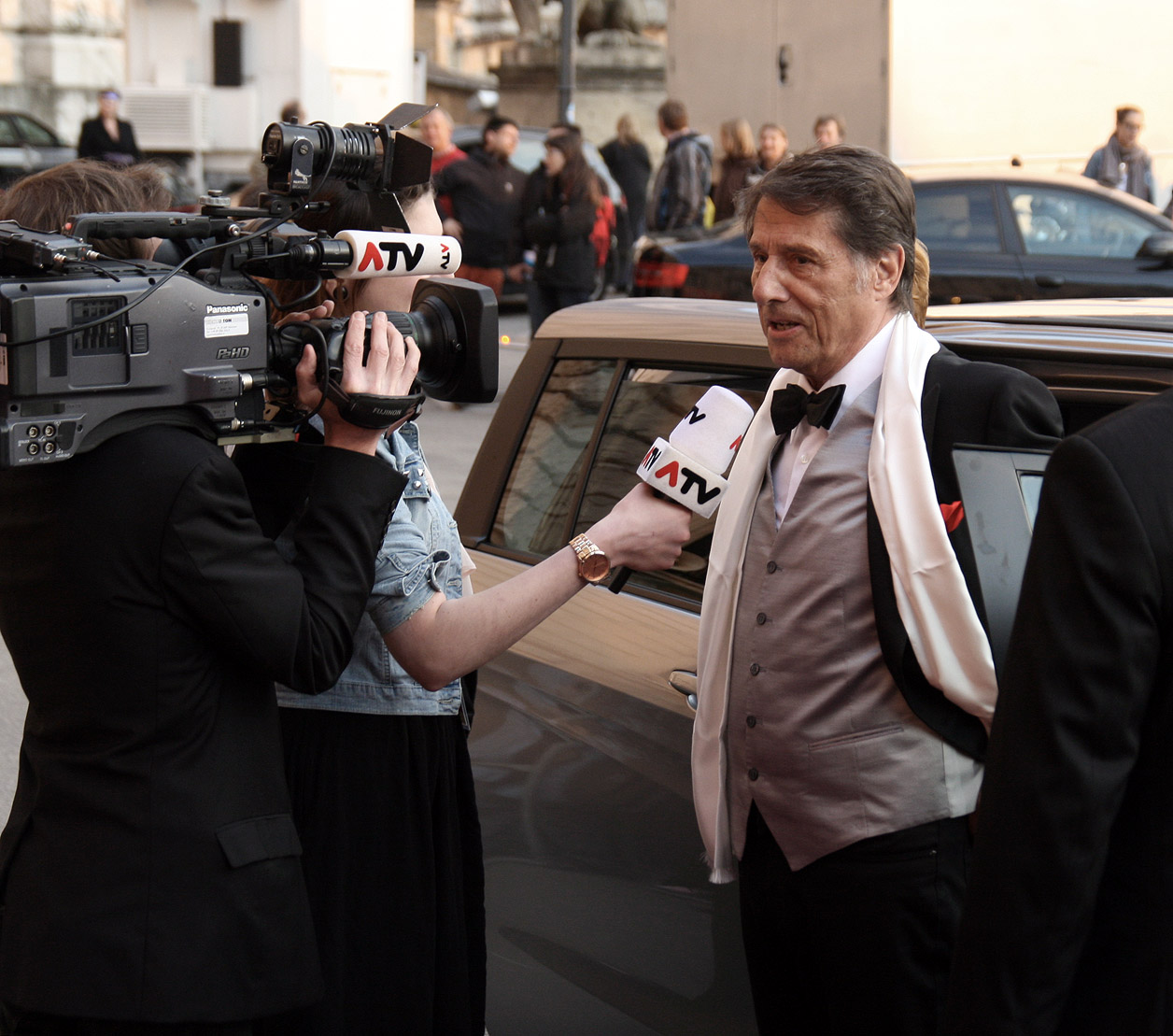
Udo Jürgens

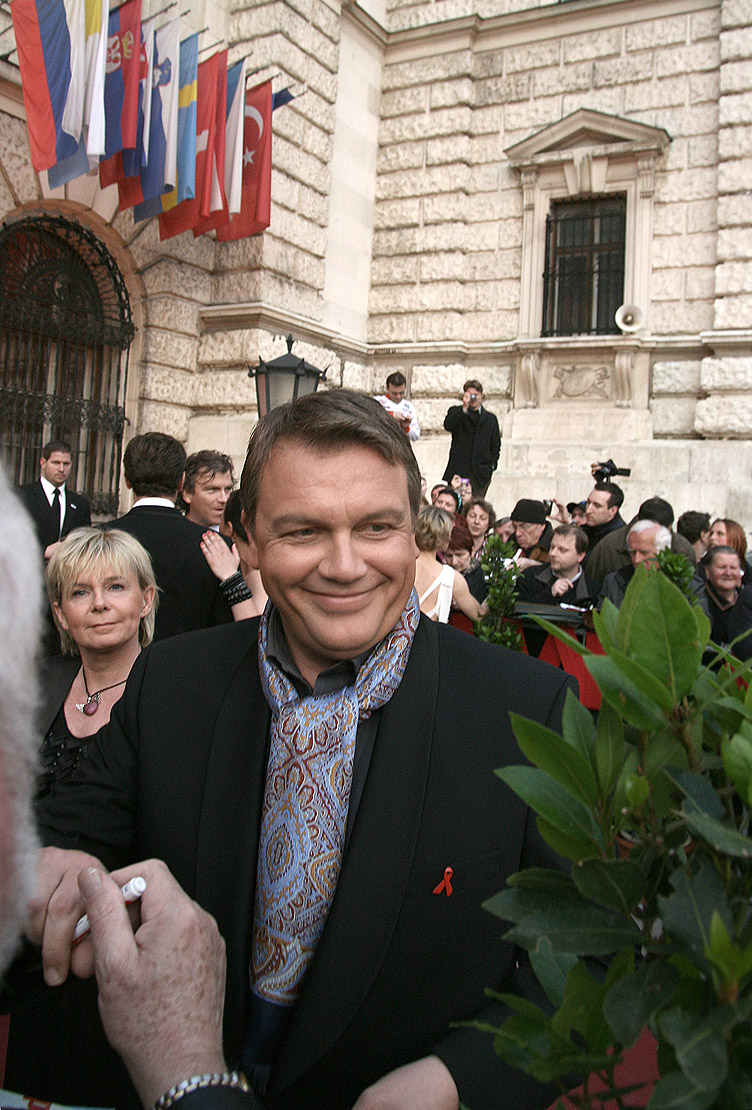
Hape Kerkeling

Die Romyverleihung 2011 fand am 16. April 2011 in der Wiener Hofburg statt. Es war die 22. Romyverleihung. Die live-Übertragung auf ORF erzielte rund 420.000 Zuschauer.

## Moderation
Doris Golpashin (war auch als beliebteste Show-Entertainerin nominiert)

## Sieger und Nominierte
| Kategorie                                                                    | Preisträger                             | weitere Nominierte                                                                                          |
| ---------------------------------------------------------------------------- | --------------------------------------- | --- |
| Beliebteste Schauspielerin präsentiert von Konstantin Wecker                 | Ursula Strauss                          | Marie Bäumer Corinna Harfouch Martina Gedeck Adele Neuhauser Elfriede Ott                                   |
| Beliebtester Schauspieler präsentiert von Christiane Hörbiger                | Fritz Karl                              | Moritz Bleibtreu Josef Hader Johannes Krisch Joachim Król Michael Ostrowski                                 |
| Beliebteste/r Moderator/in – Information präsentiert von Helmut Brandstätter | Tarek Leitner & Marie-Claire Zimmermann | Ernst Hausleitner Manuela Raidl Peter Resetarits Barbara Rett Sylvia Saringer                               |
| Beliebteste/r Moderator/in – Unterhaltung präsentiert von Sonya Kraus        | Volker Piesczek                         | Kati Bellowitsch Sonja Zietlow & Dirk Bach Sarah Wiener Norbert Oberhauser & Johanna Setzer Teddy Podgorski |
| Beliebteste/r Show Entertainer/in" präsentiert von Kristina Sprenger         | Mirjam Weichselbraun (3. Romy)          | Armin Assinger Lena Gercke Doris Golpashin Thomas Gottschalk & Michelle Hunziker Andi Knoll                 |
| Beliebteste/r Seriendarsteller/in präsentiert von Hayden Panettiere          | Diana Amft                              | Maria Happel Andrea Spatzek Andreas Lust Reinhard Nowak Gregor Seberg                                       |
| Beliebtester Comedian/Kabarettist präsentiert von Tom Walek                  | Robert Palfrader                        | Thomas Hermanns Ulrike Beimpold Florian Scheuba Stermann & Grissemann Andreas Vitasek                       |

| Kategorie                                           | Preisträger |
| --------------------------------------------------- | --- |
| Bester Fernsehfilm                                  | Die Spuren des Bösen (Produzent Josef Aichholzer)                                                                               |
| Bester Kinofilm                                     | Die unabsichtliche Entführung der Frau Elfriede Ott                                                                             |
| Beste Dokumentation TV                              | Scheitern, Scheitern, besser Scheitern (Lukas Sturm, Harald Schmidt, André Heller)                                              |
| Beste Dokumentation Kino                            | Gypsy Spirit. Harri Stojka. Eine Reise (Rudolf Klingohr, Klaus Hundsbichler, Harri Stojka)                                      |
| Bester Produzent TV                                 | Kurt J. Mrkwicka, Andreas Kamm und Oliver Auspitz (Schnell ermittelt)                                                           |
| Bester Produzent Kino                               | Dieter Pochlatko (Vielleicht in einem anderen Leben)                                                                            |
| Beste Regie TV-Film                                 | David Schalko (Aufschneider) |
| Beste Regie Kinofilm                                | Andreas Prochaska (Die unabsichtliche Entführung der Frau Elfriede Ott)                                                         |
| Beste Kamera TV-Film                                | David Slama (Die Spuren des Bösen)                                                                                              |
| Beste Kamera Kinofilm                               | Carl-Friedrich Koschnick (Jud Süß – Film ohne Gewissen)                                                                         |
| Bestes Buch TV-Film                                 | Martin Ambrosch (Die Spuren des Bösen)                                                                                          |
| Bestes Buch Kinofilm                                | Uwe Lubrich, Alfred Schwarzenberger, Michael Ostrowski, Andreas Prochaska (Die unabsichtliche Entführung der Frau Elfriede Ott) |
| Preis der Jury präsentiert von Sofia Milos          | Die Säulen der Erde (Donald Sutherland, Natalia Wörner)                                                                         |
| Preis der Akademie präsentiert von Gudrun Landgrebe | Hape Kerkeling |

| Kategorie                                                                         | Preisträger |
| --------------------------------------------------------------------------------- | ----------- |
| Platin-Romy für das Lebenswerk präsentiert von David Rott und Alexander Kalodikis | Udo Jürgens |